# سحر (اسم)
سَحَرْ هو اسم عربي مؤنث يُستعمل في اللغات العربية، الأذرية، التركية، العبرية، الأردية والفارسية. يُشير اسم سحر إلى ما قبل طلوع الفجر (من هنا تأتي كلمة سحور في الإسلام) كما يُشير -في أحيان أخرى- إلى تلك الكلمات الشعرية التي يتغزل بها الشعراء حول القمر.

## الشخصيات

### الأسماء
- سحر الأنصاري: باحث باكستاني في اللغة الأردية
- سحر بعاصيري: صحفي لبناني
- سحر بنياز: عارض أزياء كندي من مواليد 1986
- سحر ديليجاني: كاتب إيراني من مواليد 1983.
- سحر دولتشاهي: ممثلة إيرانية من مواليد عام 1979
- سحر الهواري: حكم كرة قدم مصرص
- سحر غول: شخصية أفغانية من مواليد 1998.
- سحر هاشمي: شخصية بريطانية
- سحر حسين الحيدري: صحفية عراقية (1962-2007)
- سحر خليفة: كاتب فلسطيني من مواليد عام 1942)
- سحر طه: موسيقار عراقي من مواليد 1963
- سحر توفيق: كاتب مصري من مواليد 1951
- سحر يوسف: سباح مصري من مواليد 1961
- سحر زكريا: ممثلة إيرانية من مواليد 1973
- سحر نصر: سياسية مصرية
- سحر حسين: ممثلة قطرية من أصل عراقي
- سحر رامي: ممثلة مصرية
- سحر فوزي: ممثلة سورية
- سحر الهواري: حكمة كرة قدم مصرية
- سحر عبد الله: كاتبة مصرية
- سحر الأصبحي: ممثلة يمنية
- سحر الموجي: كاتبة مصرية

## الألقاب
- بن سحر: لاعب كرة قدم إسرائيلي